# 东柏堂
东柏堂位于魏晋南北朝时期的邺城（今河北临漳）城内，是曹魏旧宫听政殿后身，南北朝东魏时期为东魏大将军高澄的办公衙署，高澄遇刺地，北齐时期改名为北宫。隋朝初年北周相州总管尉迟迥讨伐杨坚失败逃入北宫自刎。

## 史书记载
《历代宅京记》卷12，邺下，《邺城故事》：“（高）欢为魏丞相，所居在北城文昌殿之东南，后文襄（高澄）及彭城王（高浟）并遇害于此。周师平邺，尉迟迥自杀此宅楼上。”按：文昌殿东南为曹魏邺宫听政门，听政殿及丞相诸曹旧地，在北宫之内。
《北史》卷62：“（尉迟）迥众大败，遂入邺城。迥走保北城，孝宽纵兵围之。李询、贺娄子干以其属先登。迥上楼，射杀数人，乃自杀。”
《北齐书》卷3：“时王（高澄）居北城东柏堂莅政，以宠琅邪公主，欲其来往无所避忌，所有侍卫，皆出于外。太史启言宰辅星甚微，变不出一月。王曰：‘小人新杖之，故吓我耳。’ 将欲受禅，与陈元康、崔季舒等屏斥左右，署拟百官。京将进食，王却，谓诸人曰：‘昨夜梦此奴斫我，宜杀却。’ 京闻之，置刀于盘，冒言进食。王怒曰：‘我未索食，尔何据来！’ 京挥刀曰：‘来将杀汝！’ 王自投伤足，入于床下。贼党去床，因而见杀。”
《北齐书》卷5：“（高殷）常宴北宫，独令河间王勿入。左右问其故，太子曰：‘世宗（高澄）遇贼处，河间王复何宜在此。’”